# Daer
Daer is een geslacht van kevers uit de familie van de loopkevers (Carabidae). De wetenschappelijke naam van het geslacht is voor het eerst geldig gepubliceerd in 1929 door Semenov & Znojko.

## Soorten
Het geslacht Daer is monotypisch en omvat slechts de volgende soort:
- Daer ales Semenov & Znojko, 1929